# ویکفیلد (ماساچوست)
ویکفیلد، ماساچوست
ویکفیلد (به انگلیسی: Wakefield) شهرکی در شهرستان میدلسکس ایالت ماساچوست می‌باشد که در سال ۱۸۱۲ بنیان‌گذاری شده‌است. این شهرک در سرشماری سال ۲۰۱۰ میلادی، ۲۴٬۹۳۲ نفر جمعیت داشته‌است.

## نگارخانه

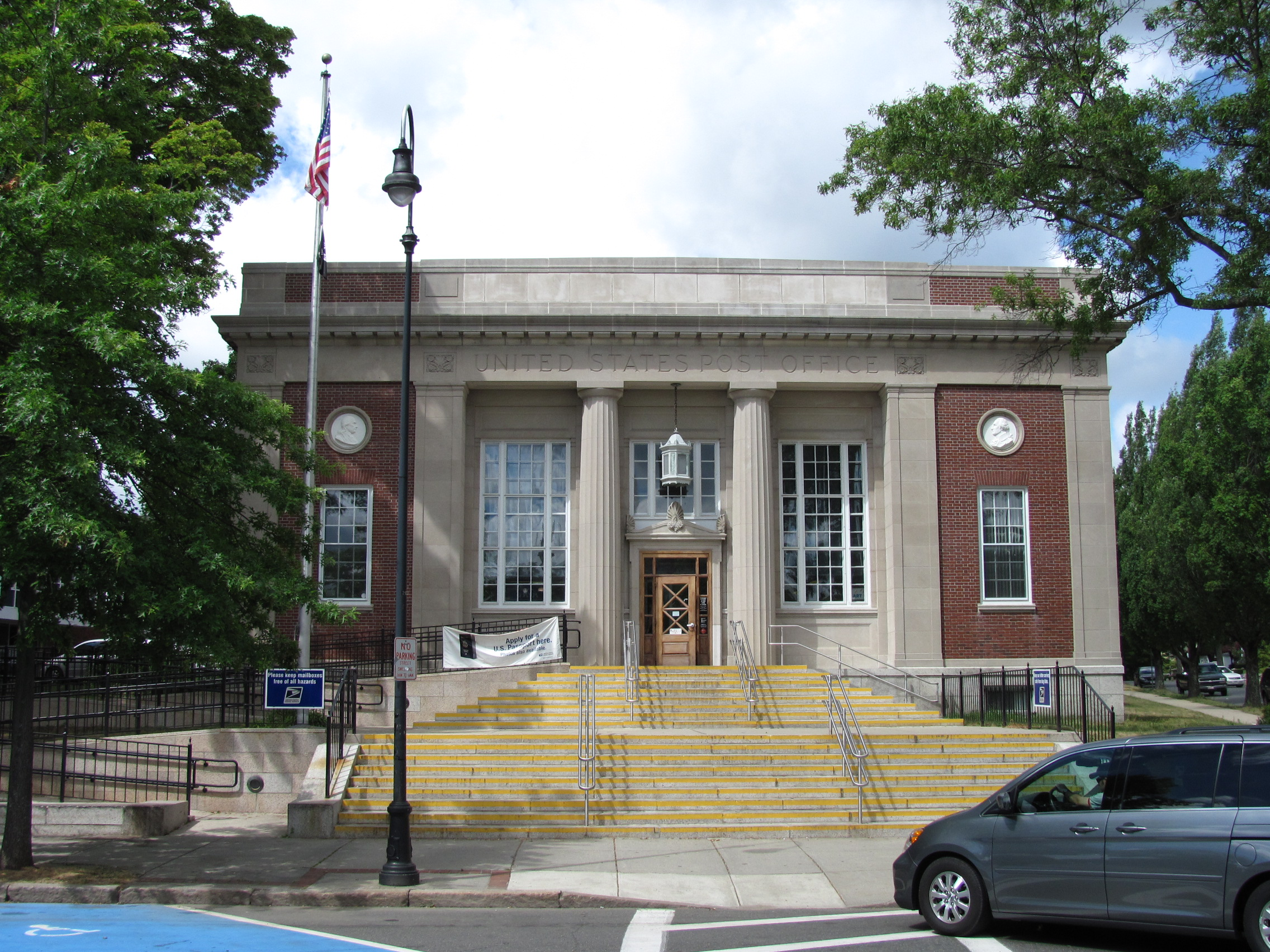
اداره پست ویکفیلد
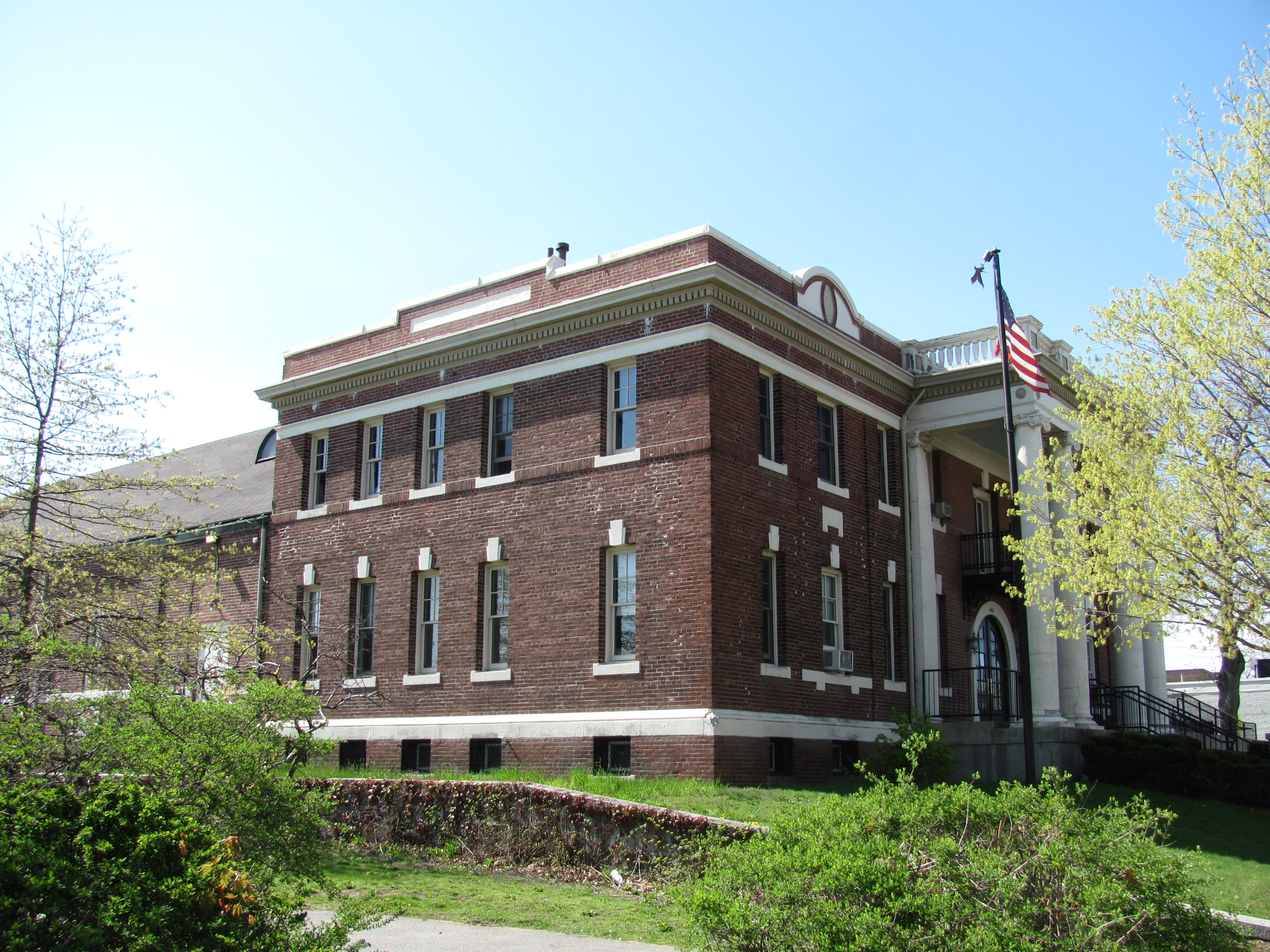
اسلحه خانه ایالت ماساچوست
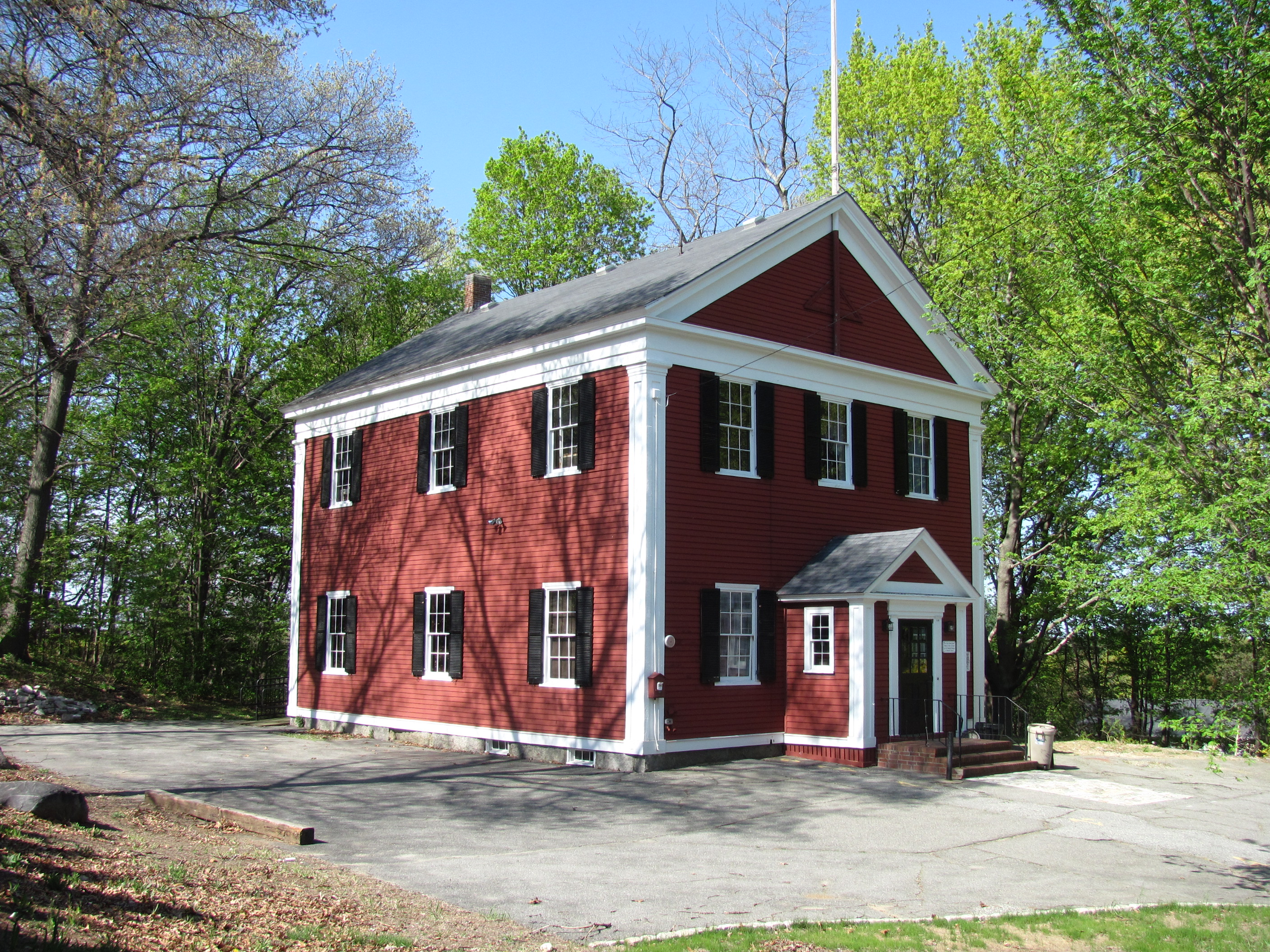
مدرسه بخش غربی
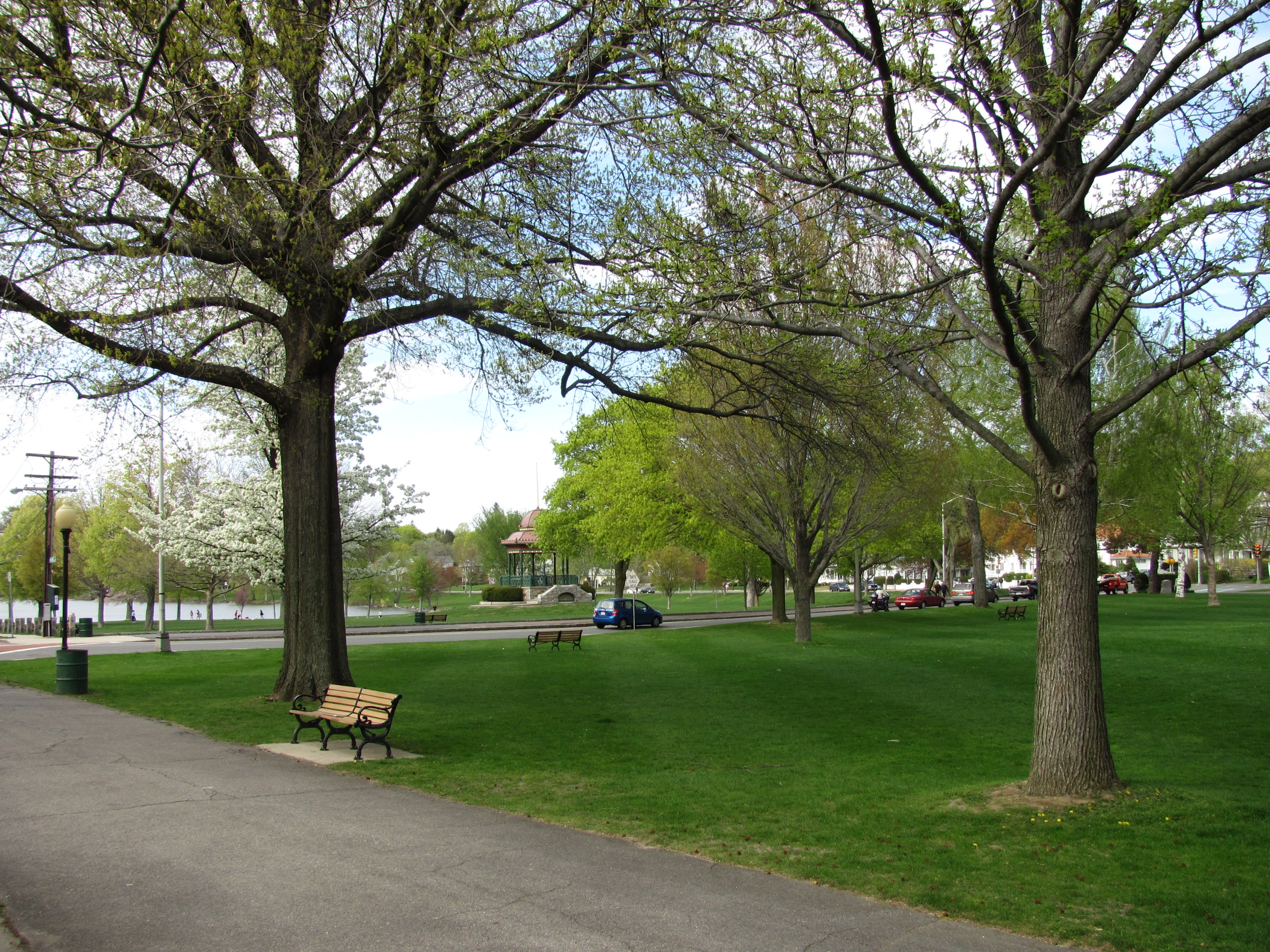
مشترک بالای ویکفیلد
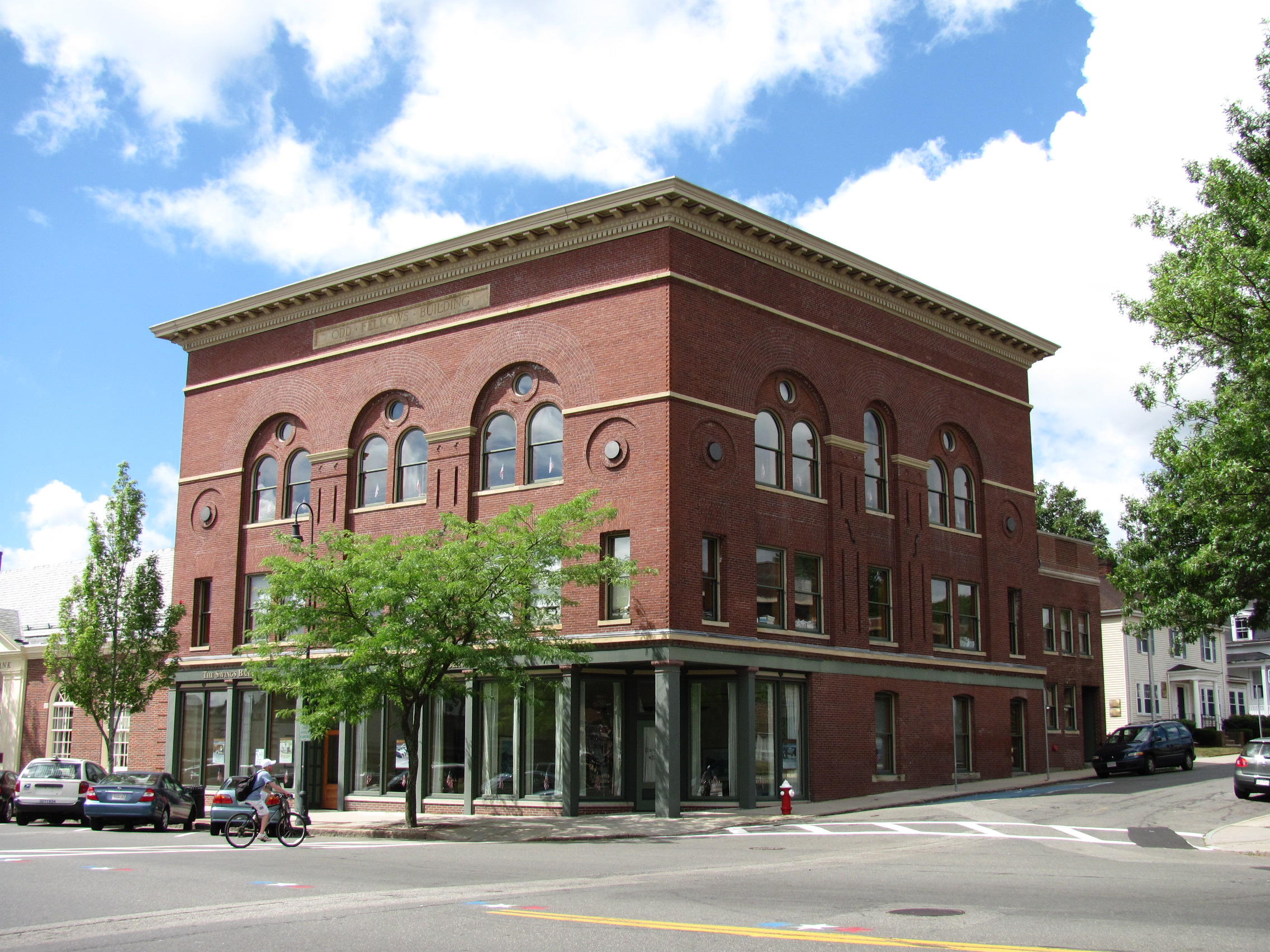
بلوک فلانلی
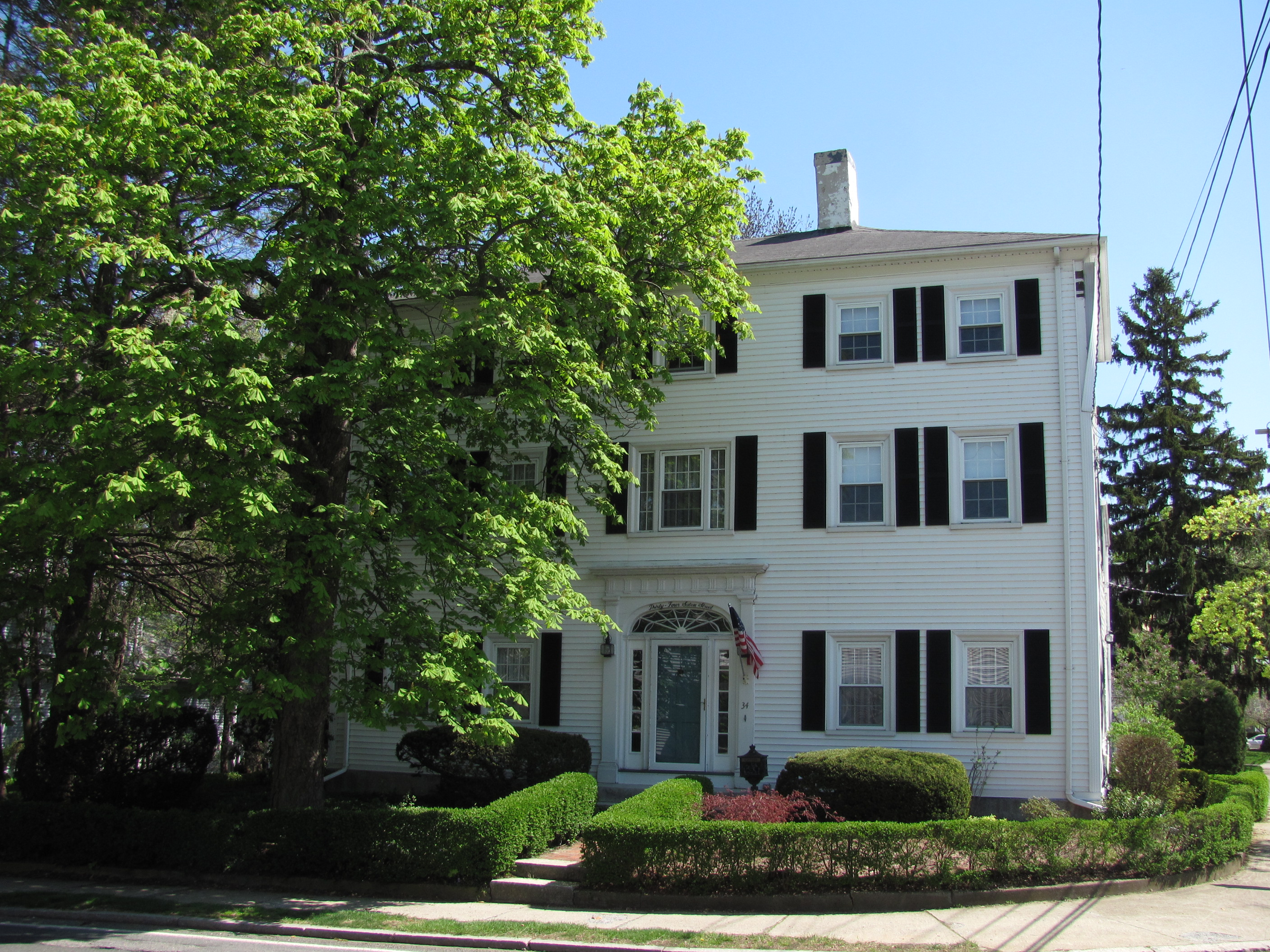
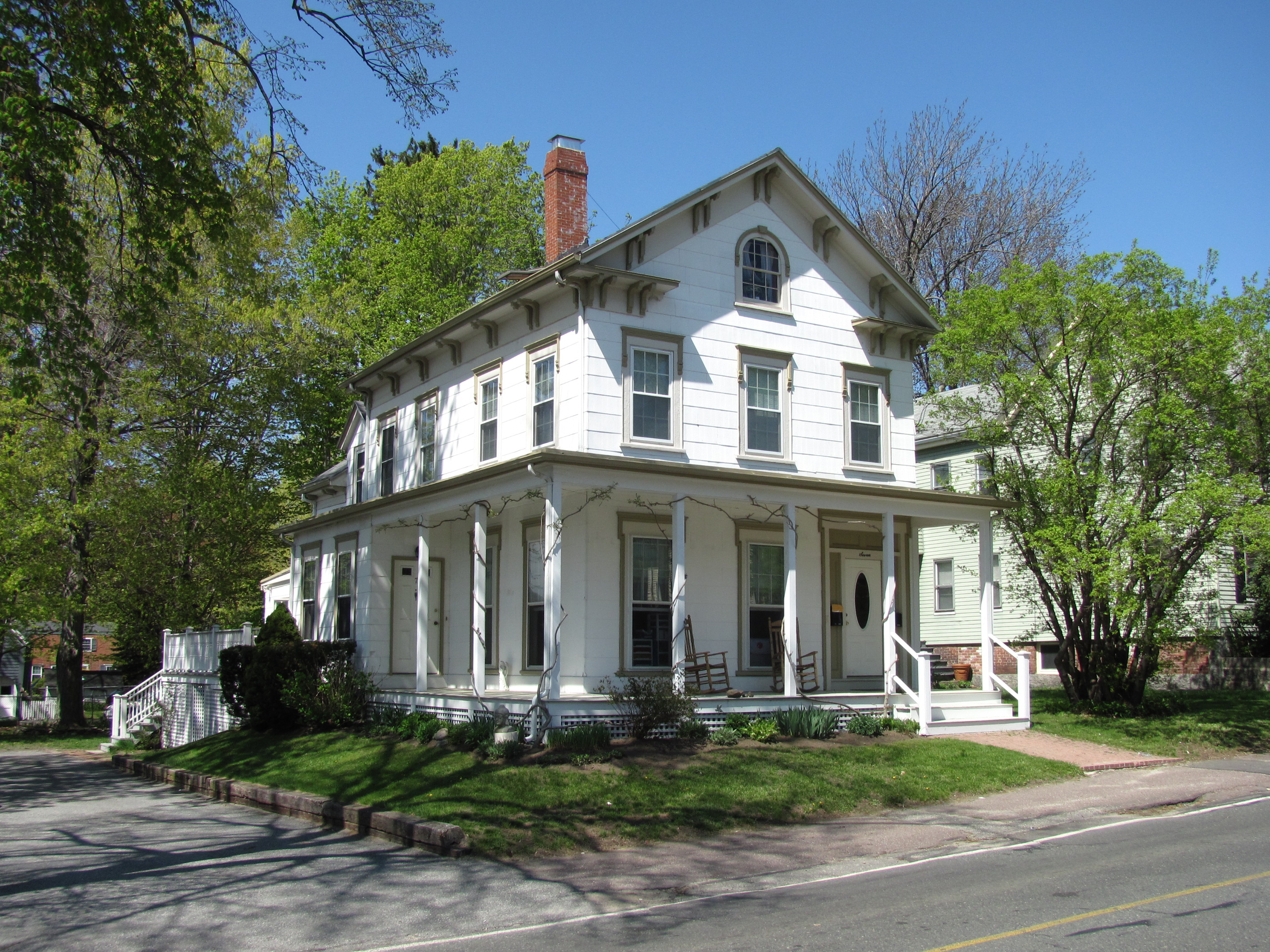
خیابان سالم 7
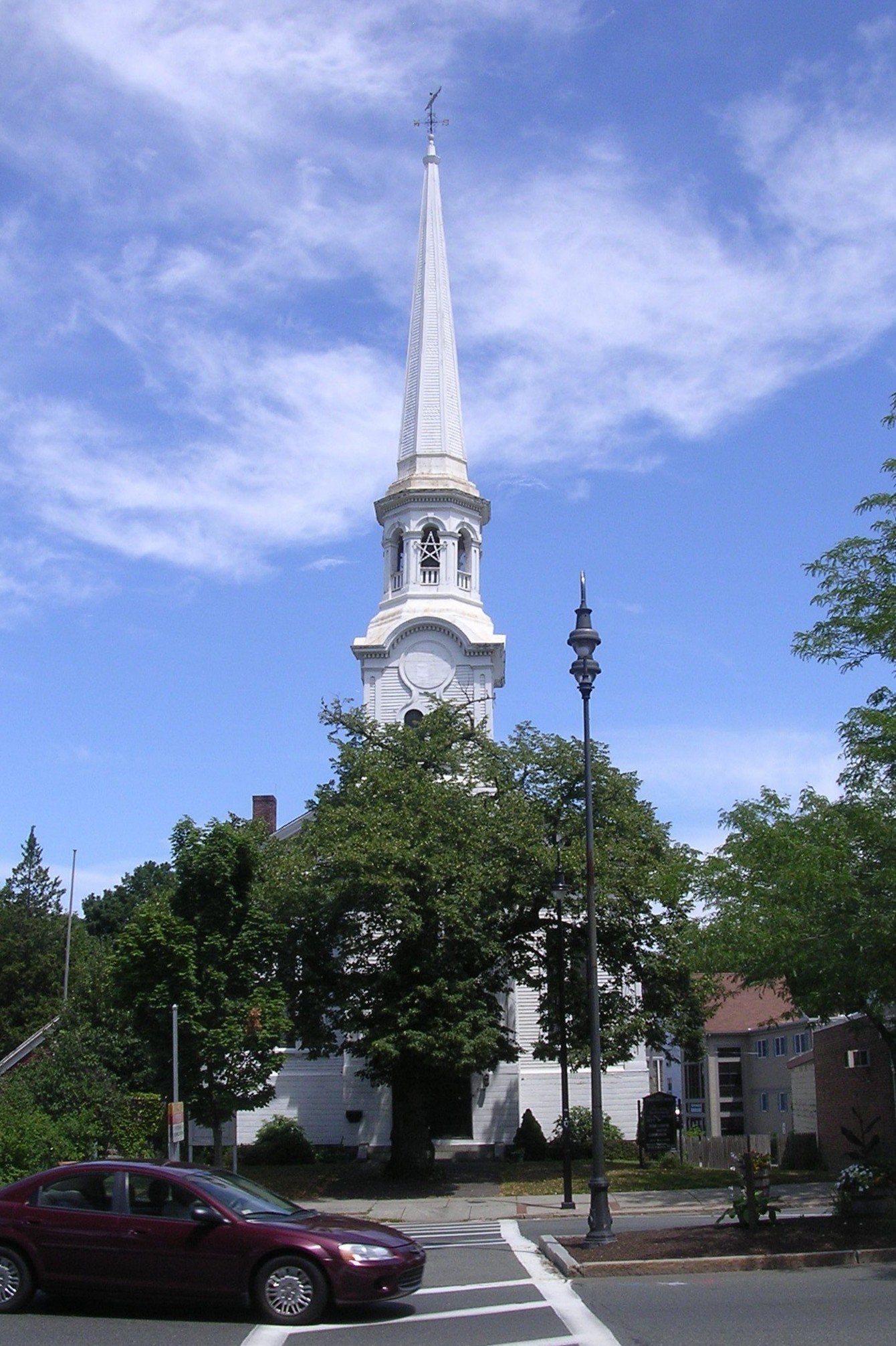
کلیسای یونیورسالیست واحد ویکفیلد